# Ла-Мюэтт

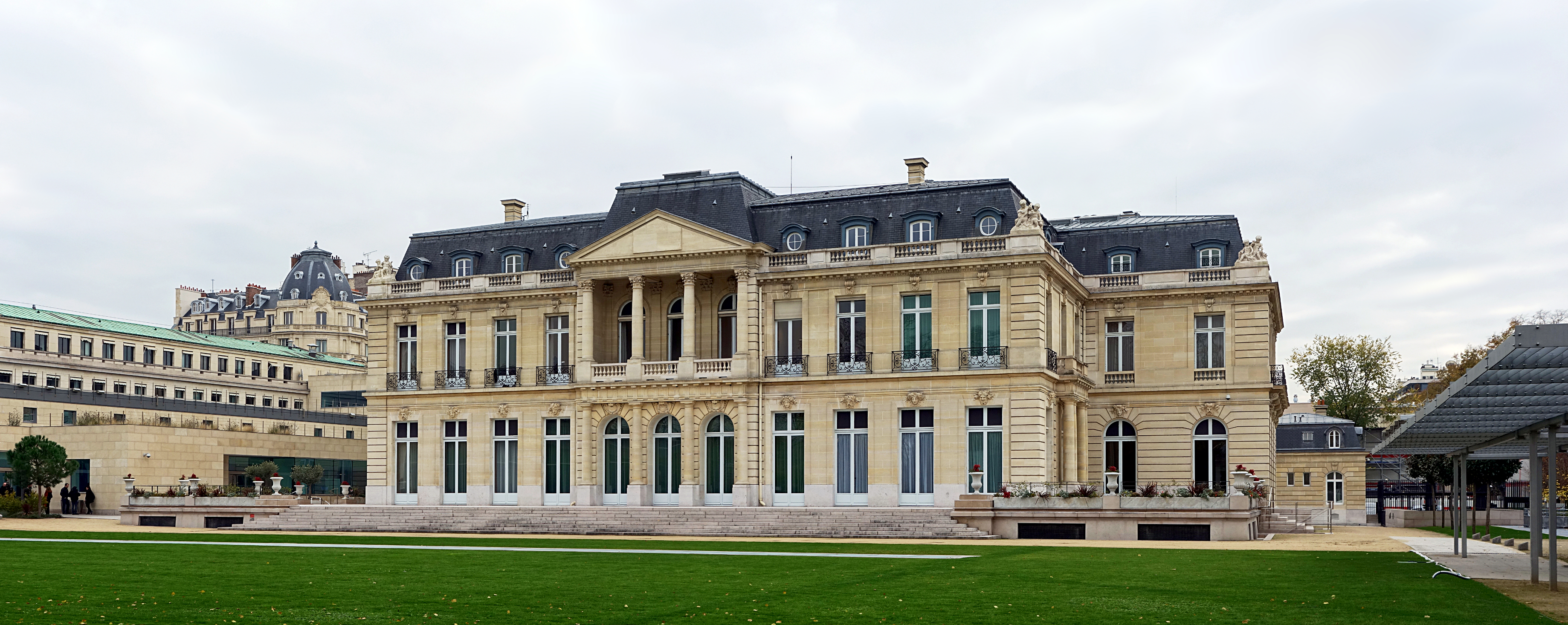
Ла-Мюэтт, декабрь 2013 года

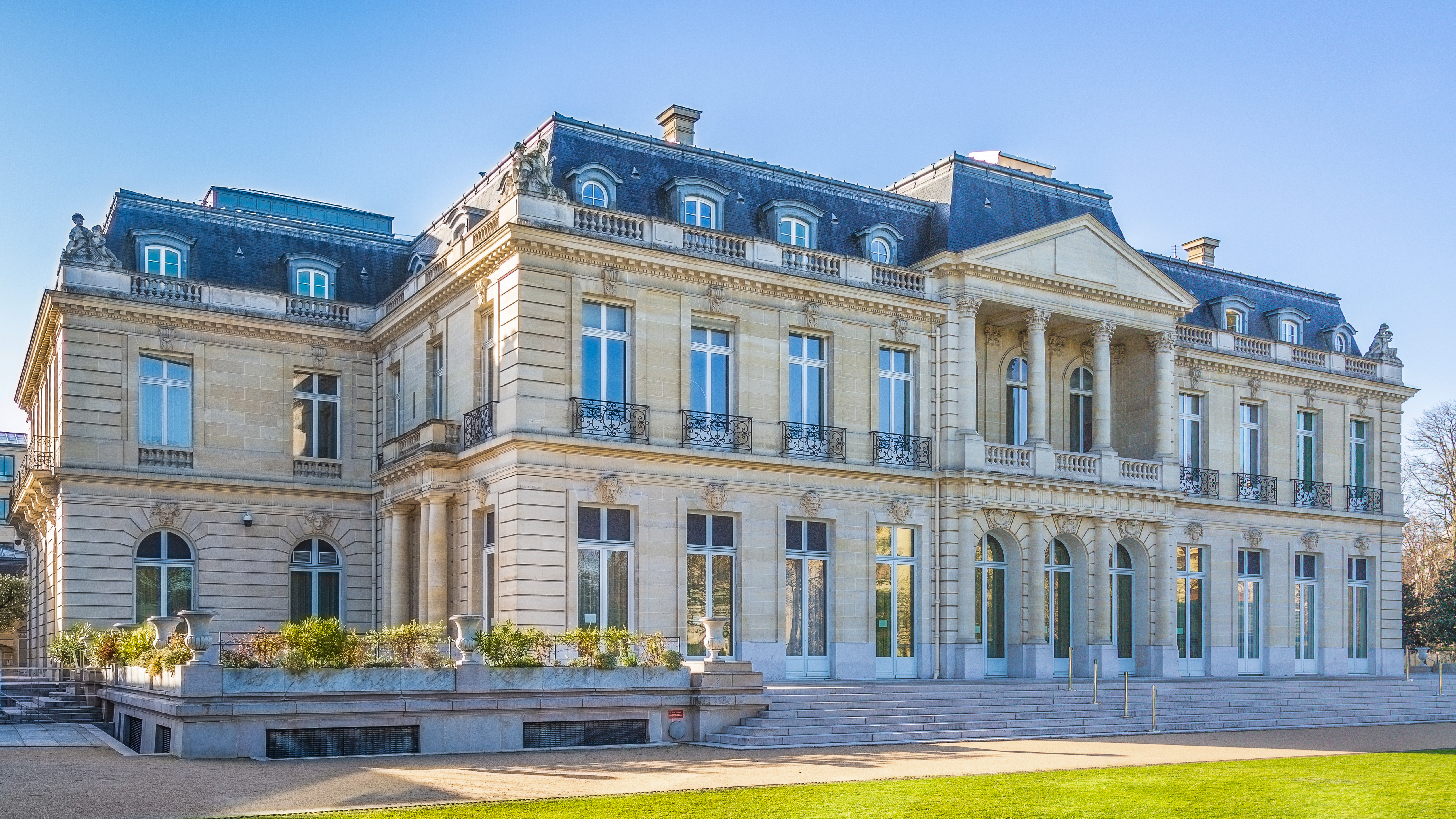
Ла-Мюэтт, март 2019 года

Ла-Мюэтт (Château de la Muette) — королевская усадьба, некогда находившаяся на краю Булонского леса возле одноимённых ворот Парижа. 
Здесь издавна были королевские охотничьи угодья, которые украшали три последовательно сменявших друг друга дворца. Первый из них был построен в стиле ренессанса для принцессы Маргариты, любимой дочери короля Генриха II.
Это здание было расширено и перестроено Людовиком XV. Людовик XVI и Мария-Антуанетта жили в этом втором шато. Первый полёт человека на воздушном шаре, наполненном горячим воздухом, был начат из шато в 1783 году.
Старое шато было снесено в 1920-х в ходе расчистки места под знаковые здания, включая новое шато построенное Анри де Ротшильдом (фр.), которое теперь является частью штаб-квартиры Организации экономического сотрудничества и развития.